# Dolerit

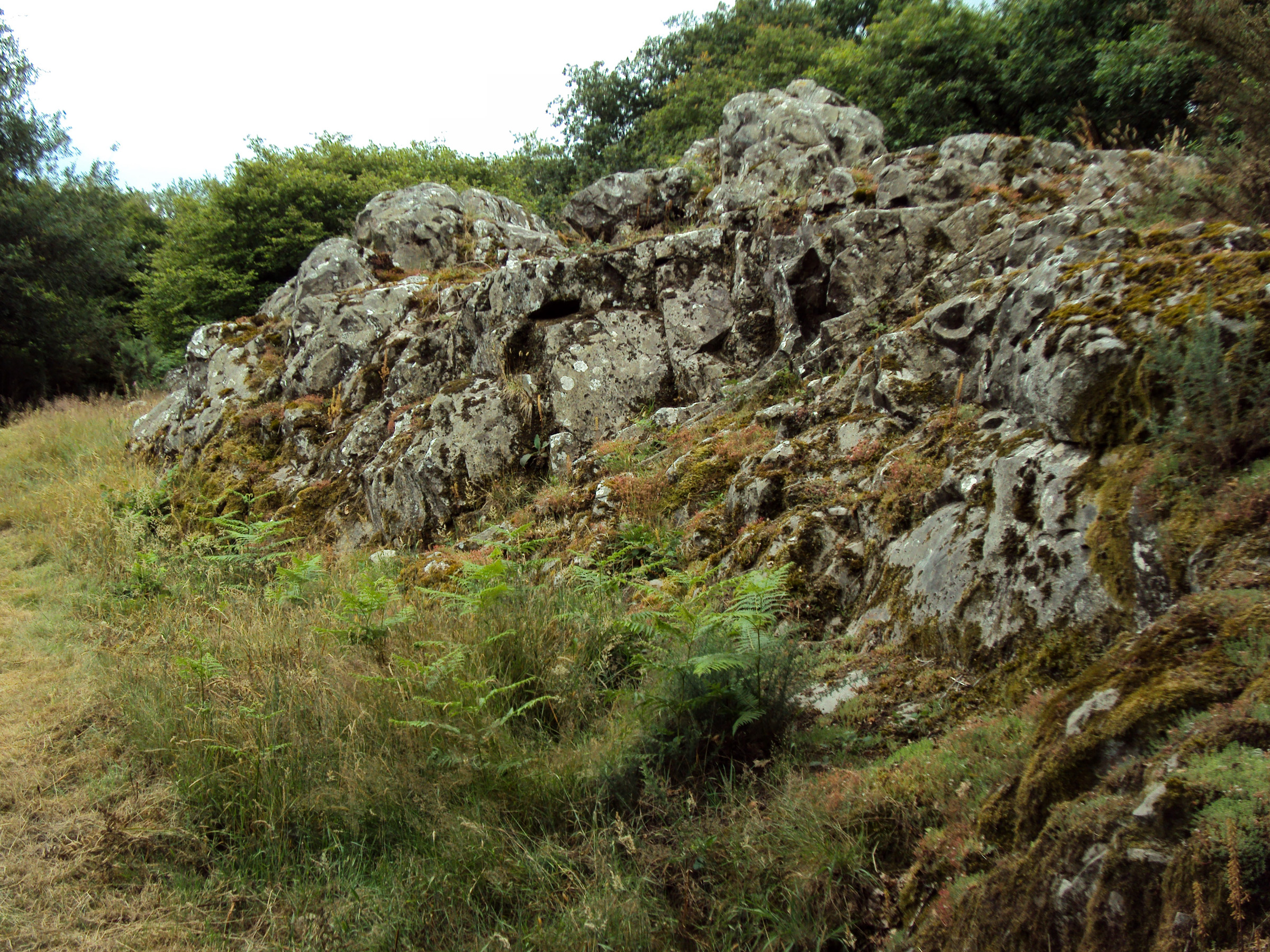
Anstehender Dolerit im neolithischen Steinbruch von Quelfennec, Bretagne (siehe auch Verwendung)

Dolerit (griech. δολερός (dolerós): listig, trügerisch) ist ein subvulkanisches Ganggestein, das chemisch und mineralogisch dem vulkanischen Basalt bzw. dem plutonischen Gabbro entspricht.
International wird Dolerit auch als diabase bezeichnet. Weil im deutschen Sprachraum der Name Diabas in älterer Literatur oft einen geologisch alten, alterierten (d. h. im Mineralbestand abgewandelten) Basalt bezeichnet, ist die Verwendung dieses Namens problematisch.

## Erscheinungsbild und Zusammensetzung

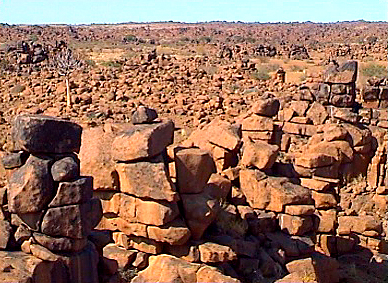
„Spielplatz der Riesen“, Doleritfelsen nahe der Farm Gariganus, Namibia

Dolerit ist eine dunkel graubraune Form des Basalt. Er ist feinkörniger als ein Gabbro in einem Pluton und grobkörniger als ein Basalt. Meistens haben Dolerite eine ophitische, subophitische oder intergranulare Struktur.
Hauptsächliche Bestandteile bilden die Minerale Pyroxen (mit bis zu 60 %), Plagioklas (50 %), Olivin (25 %) und Alkalifeldspat (25 %), in weniger stark ausgeprägten Anteilen auch Magnetit und Klinopyroxen (als Einsprenglinge, bis 15 %).

## Vorkommen

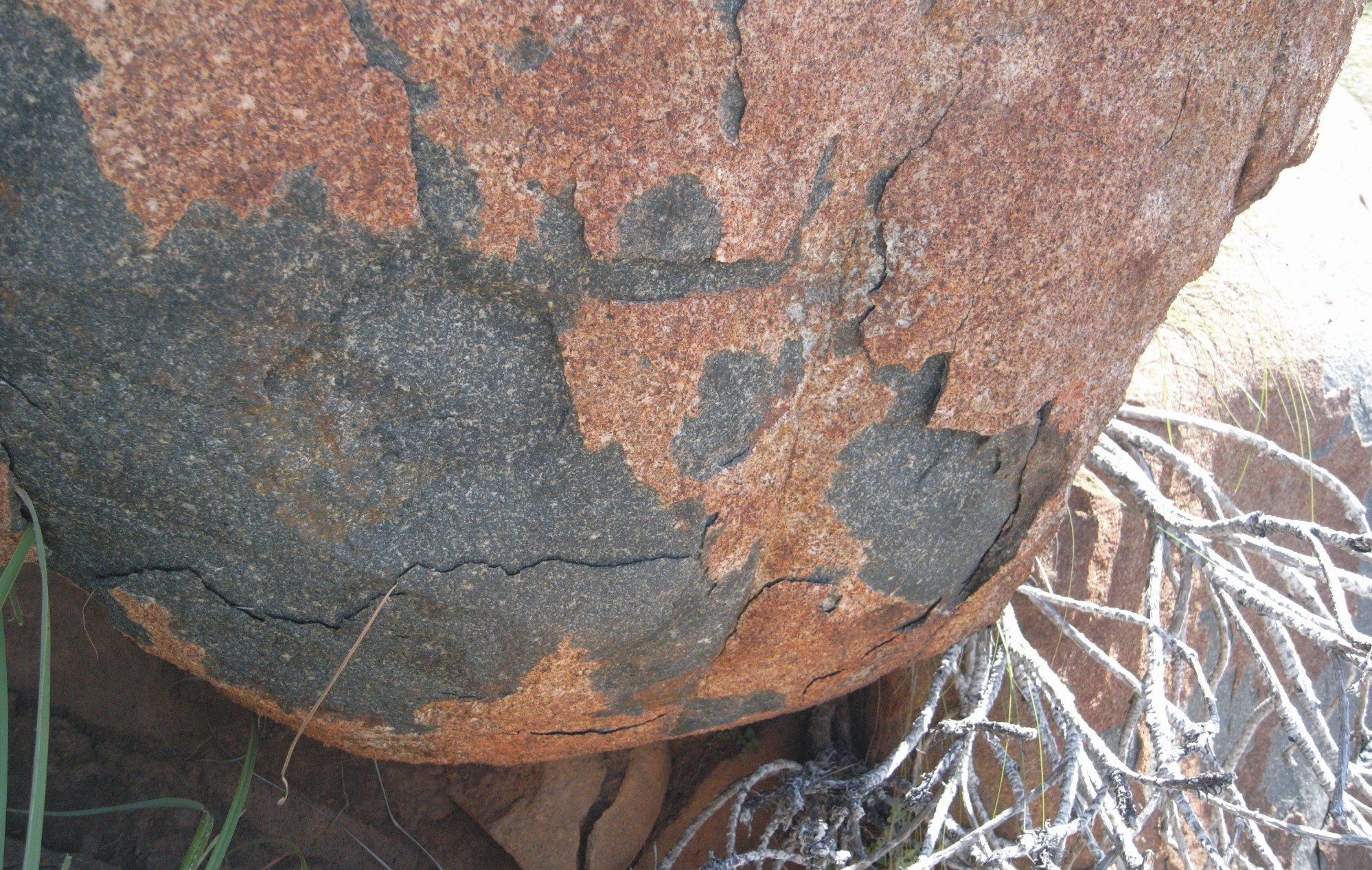
Angewitterter Dolerit in Hogsback

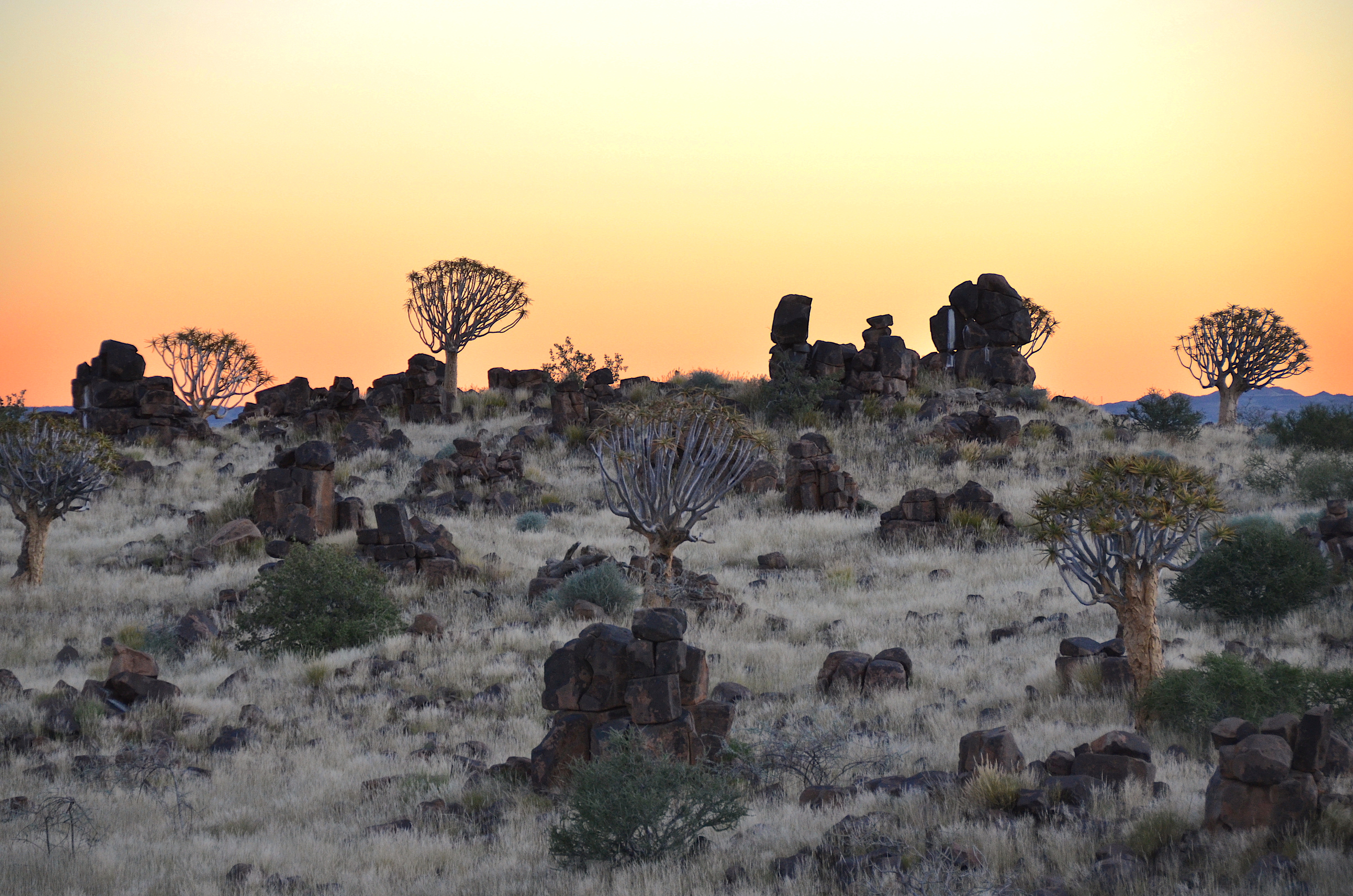
Doleritfelsen und Köcherbäume bei Keetmanshoop

Dolerite treten relativ oberflächennah als intrusive Lagergänge, Stöcke und Gänge in zahlreichen Gesteinseinheiten auf. Ihr Vorkommen ist besonders häufig in Gebieten, wo die Erdkruste einer Dehnung unterworfen war. Doleritgänge treten häufig in Gangschwärmen auf, in denen viele, manchmal hunderte von Gängen ungefähr parallel ausgerichtet sind oder radial von einem vulkanischen Zentrum ausgehen.
- Verbreitet sind Doleritgänge im Rhenoherzynikum Mitteleuropas und Englands. In Deutschland sind sie im Verein mit den zugehörigen Ergussgesteinen (Diabasen) weit verbreitet im Devon und Karbon der Schiefergebirge.[3]

- In Großbritannien treten Doleritgänge auf den Inseln Skye, Rùm, Mull und Arran westlich Schottlands auf, sie sind Teil des im Tertiär entstandenen Hebriden-Gangschwarms, der sich von Irland (Slieve Gullion) bis nach Nordengland und Schottland erstreckt.[4][5]

- In den USA bestehen die New Jersey Palisades am Hudson River in der Nähe von New York City aus Dolerit. In Kanada wurden Amphibolite, die möglicherweise aus Dolerit entstanden sind, aus dem so genannten Nuvvuagittuq-Grünsteingürtel in der Nähe der Hudson Bay in Nord-Quebec auf ein Alter von etwa 4,28 Milliarden Jahre datiert – die zurzeit ältesten bekannten Gesteine der Erde.[6][7]

- Teile der magmatischen Großprovinz des kreidezeitlichen Dekkan-Trapps in Indien sind Dolerite.[8]

- Der 200 km lange doleritische Dyke des Norseman–Wiluna-Gürtels gehört zum Goldschürfgebiet Norseman und Kalgoorlie, in dem sich die größte australische Goldmine befindet, der Tagebau Fimiston.[9][10]

- Die größte Verbreitung haben Dolerite in den südlichen Teilen von Afrika, Südamerika und in Antarktika, die ehemals zusammenhingen und beim Zerbrechen von Gondwana einen heftigen Magmenaufstieg und Vulkanismus erlebten. Die Dolerite der Karoo-Basalte in Südafrika, der Ferrar-Gruppe am Rossmeer in Antarktika, der vulkanischen Chon Aike-Provinz in Patagonien und die Dolerite von Tasmanien sind Teil eines der größten magmatischen Ereignisse in der Erdgeschichte.[11][12] Die Doleritvorkommen in Tasmanien sind die heute größten bekannten zusammenhängenden Doleritvorkommen, hier drangen innerhalb geologisch kurzer Zeit auf einer Fläche von etwa 40.000 km² doleritische Magmen auf. Dolerit nimmt heute etwa ein Drittel der Oberfläche von Tasmanien ein[13] und bestimmt dort das Landschaftsbild. Aufgrund der Ausdehnung und der geologisch vergleichsweise raschen Entstehung sind diese ehemals zusammenhängenden Doleritvorkommen ein herausragendes Beispiel einer magmatischen Großprovinz.

## Verwendung

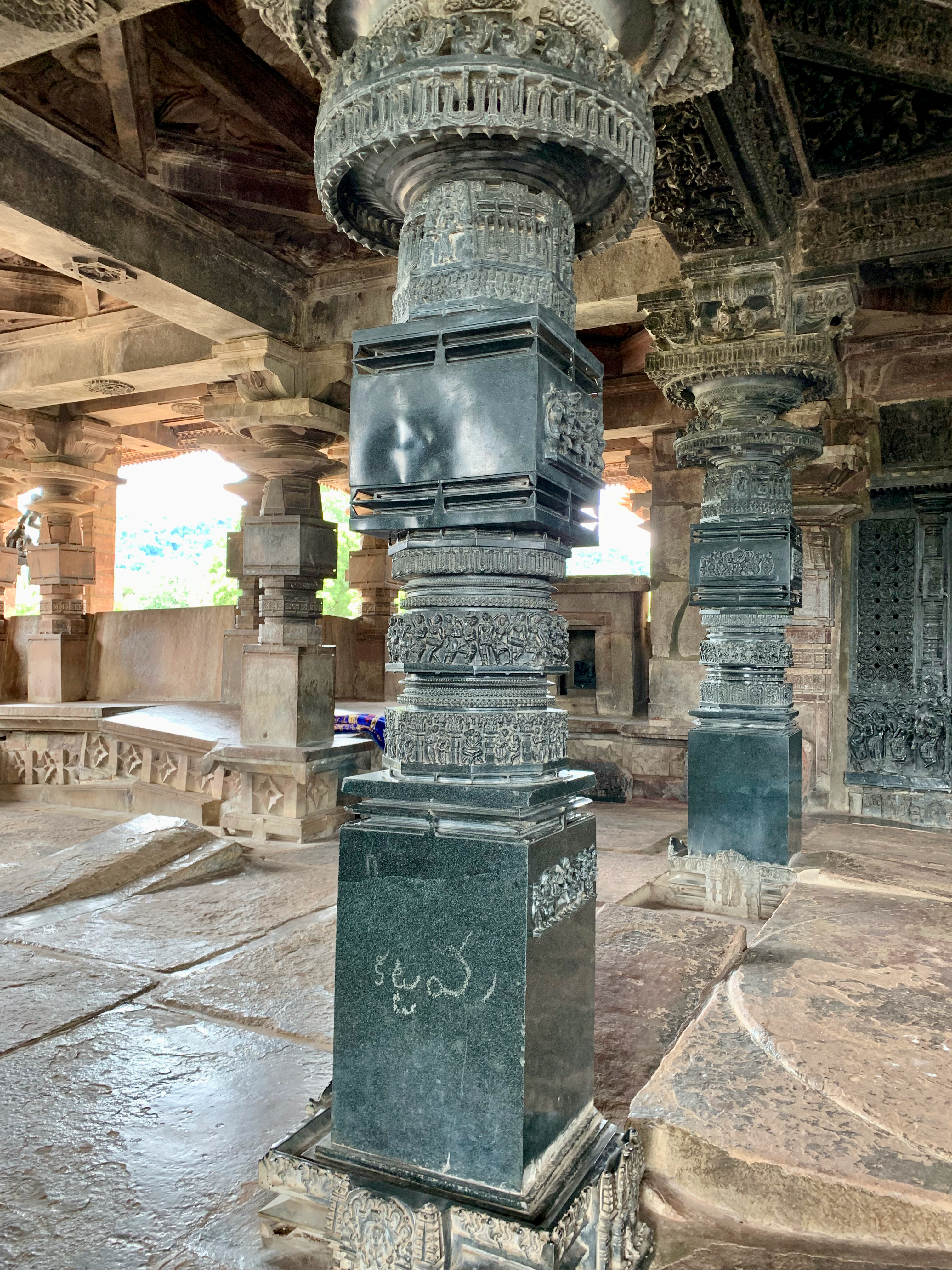
Stützpfeiler und Türrahmung am Ramappa-Tempel in Telangana, Indien

- Die Steinbeile der Bretagne wurden aus Fibrolith, Jadeit und Dolerit gefertigt, der u. a. im Doleritsteinbruch von Plussulien im Ortsteil Quelfennec abgebaut wurde.[14]
- Aus Dolerit (Bluestone) bestehen die Steinblöcke des inneren Kreises der Kultstätte in Stonehenge.[15] Das Material stammt wahrscheinlich aus den Preseli-Bergen in Pembrokeshire, Wales.[16]
- Die Ägypter verwendeten Werkzeug aus Dolerit, um Granit für Pyramiden, Obelisken und Sarkophage aus Steinbrüchen zu brechen.[17]
- In Indien wird dunkles Doleritgestein vielfältig für Shiva-Lingams, Stützen und Konsolfiguren eingesetzt.
- Heutzutage findet Dolerit wie Basalt und Diabas Verwendung im Straßenbau, für Grabsteine oder Steinbildhauerarbeiten und als geschliffener Naturstein in Bodenbelägen und Fassadenplatten.